# Koei

Logo Koei

Koei Co., Ltd – japońska firma zajmująca się produkcją i wydawaniem gier komputerowych i konsolowych, znana głównie ze swoich strategii osadzonych w realiach historycznych, takich jak Romance of the Three Kingdoms, oparta na Opowieściach o Trzech Królestwach, Genghis Khan czy Nobunaga's Ambition, a także serii bijatyk Dynasty Warriors.
W 2009 roku Koei połączyło się z Tecmo, tworząc wspólnie Tecmo Koei. Obie firmy jednak dalej wydają gry pod własnymi szyldami.